# سيرافيم نيفيز
سيرافيم داس نيفيز (بالبرتغالية: Serafim das Neves؛ 29 أغسطس 1920 – 1989) كان لاعب كرة قدم برتغاليًا لعب كمدافع.

## وصلات خارجية
- سيرافيم نيفيز على موقع قاعدة بيانات كرة القدم.إي يو (الإنجليزية)
- سيرافيم نيفيز على موقع ناشيونال فوتبول تيمز (الإنجليزية)
- سيرافيم نيفيز على موقع عالم كرة القدم.نت (الإنجليزية)